# European Sea-Level Service
Der European Sea-Level Service (ESEAS) ist eine europäische Organisation mit Sitz in Hønefoss (Norwegen). Sie nahm ihre Arbeit im Jahr 2001 auf und gehört zum Geodetic Institute of the Norwegian Mapping Authority.
Die Aufgabe der Organisation besteht darin, stundengenaue Daten über den Meeresspiegel sowie hiermit zusammenhängenden Daten aus dem europäischen Raum bereitzustellen. Es erfolgt eine langfristige Archivierung der Daten.
Der European Sea-Level Service kooperiert mit weiteren Organisationen, wie zum Beispiel The Permanent Service For Mean Sea Level (PSMSL), European Global Ocean Observing System (EuroGOOS), The Global Sea Level Observing System (GLOSS), EUREF Permanent Network und International GNSS Service (IGS).